# Сејо Питић
Сејо Питић (Сарајево, 26. септембар 1946 — Сарајево, 30. јун 2023) био је босанскохерцеговачки и југословенски певач народне музике.

## Каријера
Један је од извођача севдалинки, који се осамдесетих година прославио песмом Мијата Божовића Плава жена, топла зима. Песму су одбијали да сниме многи популарни певачи, али на наговор аутора песме, Сејо Питић је снима и појављује се на Фестивалу Илиџа 1980. године и осваја срца публике. Песма осваја девето место, али сингл плоча са наведеном песмом, продаје се у милионском тиражу и Сејо избија у сам врх популарних певача. Уједно, песма постаје лична карта певача и траје све до данашњих дана.
До популарности није стигао преко ноћи, већ пратећи популарне и квалитетне певаче оног времена и учећи од њих: Наде Мамуле, Бебе Селимовић, Зехре Деовић, Заима Имамовића... Волио је боемски живот, уз песму и лепо друштво. Женио се три пута. С поносом је истицао да је са Башчаршије.
Добио је и своју поставку у Кући севдаха у Сарајеву на коју је био веома поносан, где је и наступао.

## Одабране песме
- Плава жена, топла зима
- Најдража љубав
- Хиљаду киша у мени пада
- Жао ми је
- Ноћи плаве крај Мораве
- Ханума

## Фестивали
- 1980. Илиџа — Плава жена, топла зима
- 1982. Илиџа — Вјеров'о сам ја у љубав твоју
- 1983. Илиџа — Пун је пунцат ноћас мјесец, прва награда стручног жирија
- 1983. Хит парада — Стегни ми руку јаче
- 1988. Илиџа — Ој, Илиџо, цвијете Босне
- 2008. Илиџа — Плава жена, топла зима (Вече легенди фестивала)
- 2011. Севдах фест, Бихаћ — Маленим сокаком
- 2012. Илиџа — Плава жена, топла зима, ретроспектива фестивала
- 2012. Севдах фест, Бихаћ — Негдје у даљини
- 2013. Фестивал Старе стазе, Пале — Поздрави је, награда Раде Јовановић
- 2014. Севдах фест, Бихаћ — Колика је та на мору галија
- 2015. Севдах фест, Бихаћ — Исмихана
- 2016. Севдах фест, Бихаћ — Аземина
- 2017. Севдах фест, Бихаћ — Цеста ка мору
- 2018. Илиџа — Плава жена, топла зима (Вече великана народне музике)
- 2018. Севдах фест, Бихаћ — Шербина хармоника
- 2019. Фестивал севдалинке ТК, Тузла — Пјесма Мујкану
- 2019. Илиџа — Плава жена, топла зима (Вече великана народне музике и посебно признање општине Илиџа за очување народне песме)
- 2020. Илиџа — Ханума (Вече великана народне музике)
- 2020. Фестивал севдалинке ТК, Тузла — Ој јесени, туго моја (Гост ревијалне вечери фестивала)